# 胃輕癱
胃輕癱，又称为延遲胃排空，是一种食物从胃到小肠蠕動缓慢的疾病。症状包括可能恶心、呕吐、胃灼热、腹胀和饱腹感。并发症包括可能脱水、營養不良、体重减轻、血糖控制不佳和糞石。
病因可能不明，但可能包括糖尿病、某些药物、迷走神经受损、甲狀腺功能低下症、硬皮病、腸胃炎或放射治療 。可能影響的药物包括類阿片药物、抗膽鹼劑和一些抗抑郁药。致病机轉与胃部肌肉收缩不良有关。診斷可利用上消化道内窥镜检查、胃排空檢查、胃排空呼气试验或无线胃动力胶囊 。
治疗包括改变饮食、服用刺激胃排空的药物、服用减少呕吐的药物、使用餵食管或手术。饮食調整包括少量多次的低脂饮食。刺激胃排空的药物包括甲氧氯普胺或多潘立酮。手术包括胃造口术或胃電刺激。
盛行率大约為每 10,000名男性會有1位患者，每10,000名女性有4位患者。然而，約2%的人有症状，因此推測诊断率偏低。测量胃流量的技术始於20世纪初。 “胃轻瘫”一辭出現於 1958 年。源自古希腊语 γαστήρ - gaster “胃”，-paresis, πάρεσις - “部分瘫痪”。